# کوادوو دواه
کوادوو دواه (انگلیسی: Kwadwo Duah؛ زادهٔ ۲۴ فوریهٔ ۱۹۹۷) بازیکن فوتبال اهل سوئیس است.
از باشگاه‌هایی که در آن بازی کرده‌است می‌توان به باشگاه ورزشی یانگ بویز برن اشاره کرد.
وی همچنین در تیم‌های ملی فوتبال Switzerland national under-18 football team, Switzerland national under-19 football team، و Switzerland national under-20 football team بازی کرده‌است.